# Paepalanthus decorus
Paepalanthus decorus là một loài thực vật có hoa trong họ Eriocaulaceae. Loài này được Abbiatti mô tả khoa học đầu tiên năm 1948.